# Friedrich Seifriz (Politiker, 1849)
Friedrich Seifriz (* 19. September 1849 in Baindt; † 20. November 1912 in Miklauzhof, Gemeinde Sittersdorf) war ein österreichischer Gutsbesitzer und Politiker.
Friedrich Seifriz war ein Sohn des Fürst Salm’schen Gutsverwalters in Baindt. Er machte eine Handelslehre und kam als junger Mann nach Kärnten, wo er anfänglich eine Kontoristenstelle innehatte. Um sich weiterzubilden, besuchte er in Klagenfurt die Bergschule und absolvierte sein Praktikum bei der Bergverwaltung von Eisenkappel, anfänglich als Bergmann und später in der Kanzlei. Zu dieser Zeit lernte er die Erbin des nahegelegenen Miklauzhofes, Katharina Plassnig, kennen. Sie heirateten am 12. Mai 1878. Seifriz baute das Gut, dem etliche Gewerbebetriebe angeschlossen waren, weiter aus. So ließ er z. B. elektrischen Strom einleiten und baute ein eigenes Wohnhaus für die Bediensteten. Neben der Verwaltung seines Besitzes und der politischen Karriere war er Mitglied des Bezirksschulrates in Völkermarkt, Postmeister und Verwaltungsrat der Vellachtalbahn.

## Politische Karriere
Seifriz war Mitglied der österreichischen Deutschen Volkspartei, einer Partei deutschnationaler Gesinnung unter der Führung von Otto Steinwender. Mit 33 Jahren wurde Seifriz im Jahr 1882 zum Bürgermeister der Gemeinde Sittersdorf gewählt, ein Amt, das er bis kurz vor seinem Tod ausübte. Bei der Wahl im Jahr 1905 wurde er in den österreichischen Reichsrat gewählt. Die nächste Wahl (1907) verlor er gegen den slowenischen Gegenkandidaten.

## Ehrungen
Für seine Verdienste wurde Friedrich Seifriz von Kaiser Franz Josef I. mit dem Goldenen Verdienstkreuz mit Krone und dem Titel Kaiserlicher Rat ausgezeichnet.